# Janko Jesenský
Janko Jesenský (ur. 30 grudnia 1874 w Martinie, zm. 27 grudnia 1945 w Bratysławie) – słowacki poeta, prozaik i tłumacz. Z wykształcenia był prawnikiem.
Studiował prawo w Preszowie i na uniwersytecie w Klużu. Pracował jako redaktor „Čechoslovana” i „Slovenskich hlasów”.
Jego twórczość obejmuje lirykę osobistą i patriotyczną, wiersze antyfaszystowskie (Čierne dni 1945). Jako prozaik przedstawiał realistyczny obraz życia małych miasteczek i krytykę mieszczaństwa (powieść Demokraci, t. 1–2 1934–38, wyd. pol. 1956–86). Tworzył także przekłady z literatury rosyjskiej.
W 1991 roku został pośmiertnie odznaczony Orderem Tomáša Garrigue Masaryka I klasy.